# Reutlinger General-Anzeiger

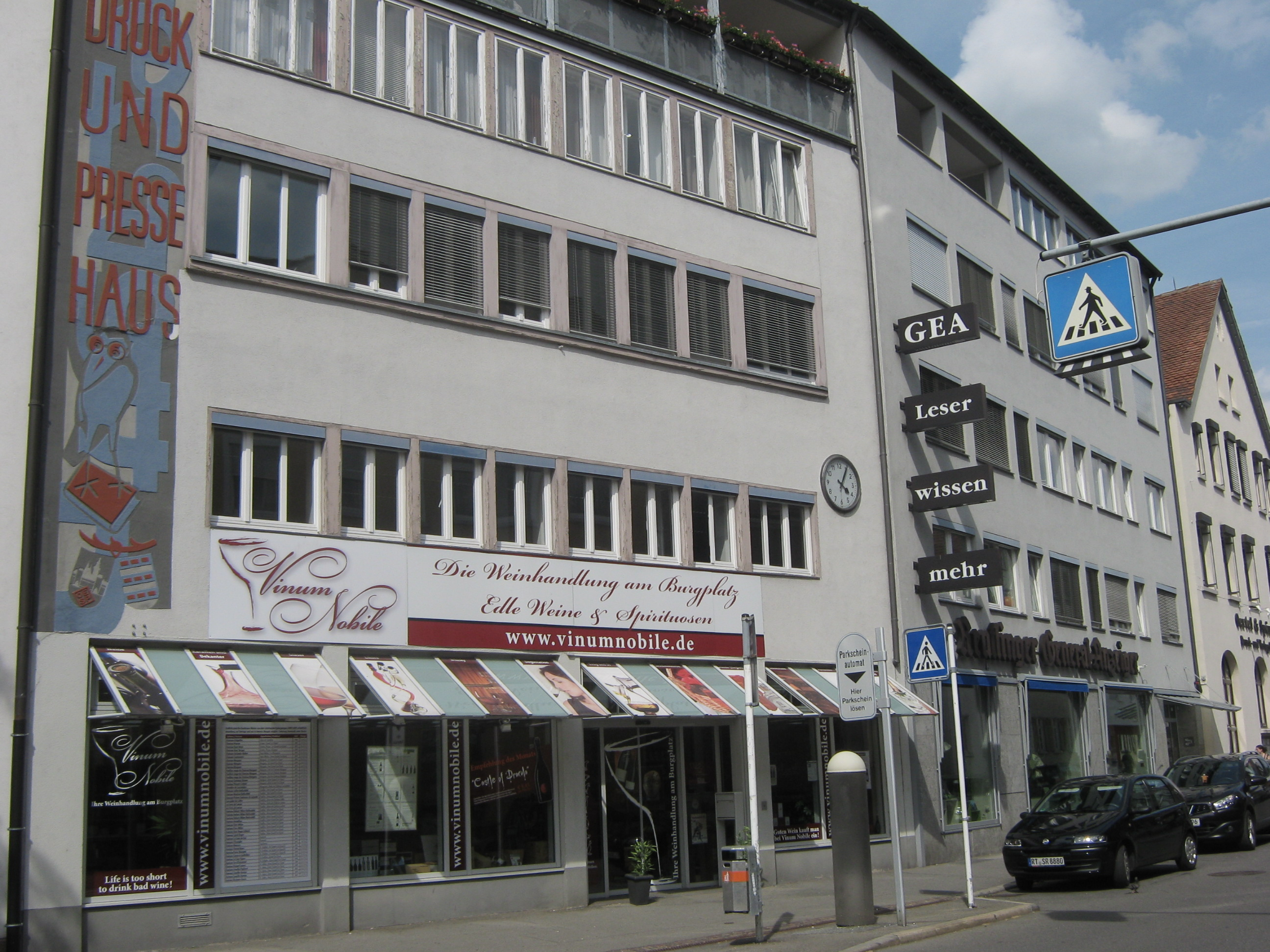
Redaktionssitz des Reutlinger General-Anzeigers in der Burgstraße 1–7, Reutlingen

Der Reutlinger General-Anzeiger (vor Ort abgekürzt als „GEA“ bezeichnet) ist die einzige selbstständige Tageszeitung der Region Neckar-Alb mit Vollredaktion. Die verkaufte Auflage beträgt 32.160 Exemplare, ein Minus von 29,9 Prozent seit 1998. Der GEA wird hauptsächlich im Abonnement vertrieben und ist die am meisten regelmäßig konsumierte Tageszeitung im Landkreis Reutlingen.
Sie wird seit 2004 im Druckzentrum Neckar-Alb in Reutlingen-Betzingen im Rheinischen Format gedruckt.
Verleger ist die Reutlinger Generalanzeiger Verlags-GmbH & Co KG, die zu 100 % der Buchhandlung Eugen Lachenmann GmbH & Co KG in Reutlingen gehört, an der vier Mitglieder der Familie Lehari je 24,9 % des Kapitals halten und die Verlags-GmbH selbst 0,2 %, Der Verlag ist mit 1,47 % an der Südwestdeutschen Medienholding (SWMH) beteiligt.

## Geschichte
Die Zeitung, nach Eigenwerbung die unabhängige Tageszeitung für Reutlingen und die Region Neckar-Alb, besteht seit 1888.
Nach dem Tod des Verlegers Eugen Lachenmann im Jahre 1985 übernahm dessen in Estland geborener Schwiegersohn Valdo Lehari die Geschäftsführung. 1987 nahm das erste Druckzentrum in Reutlingen-Betzingen den Betrieb auf, das 2004 durch die aktuelle Gemeinschaftsfirma ersetzt wurde. Nach dem Tod von Valdo Lehari am 28. November 2010 übernahm sein Sohn Valdo Lehari jr. die Geschäftsführung.

## Druckzentrum Neckar-Alb
Die Druckzentrum Neckar-Alb GmbH & Co. KG wurde im Jahr 2000 von sechs Zeitungsverlagen in der Region Neckar-Alb gegründet, von der Reutlinger General-Anzeiger Verlags GmbH & Co. KG, Reutlingen; der Schwäbisches Tagblatt GmbH, Tübingen; Druck + Verlagshaus Hermann Daniel KG, Balingen; Georg Hauser GmbH & Co. Zeitungsverlag KG, Metzingen; Hohenzollersche Zeitung Verlag A. Pretzl KG, Hechingen; und die Tailfinger Druckerei Heinrich Weidle KG, Albstadt.
Seit der Aufnahme des Betriebs werden dort gedruckt neben dem Reutlinger General-Anzeigers, das Schwäbisches Tagblatt, Tübingen, der Zollern-Alb-Kurier, Albstadt und Balingen mit dessen Tailfinger Kopfblatt Schmiecha Zeitung, das Metzingen-Uracher Volksblatt, sowie die Hohenzollerische Zeitung, Hechingen. Geschäftsführer sind Valdo Lehari jun und Ulrike Köhler, die davor Geschäftsführerin des Druckzentrums Rhein Main in Rüsselsheim der Mainzer Verlagsgruppe Rhein Main (VRM) war.
Außer dem Reutlinger General-Anzeiger selber gehören alle aufgeführten Titel zur Neue Pressegesellschaft um die Südwest-Presse in Ulm.

## Ausgaben
Zur Hauptausgabe gehören die Unterausgaben Echaz-Bote, Pfullinger Stadtanzeiger und der Metzinger-Uracher General-Anzeiger. Im Abonnement enthalten ist das wöchentlich erscheinende Magazin rtv. Die als siebte Ausgabe firmierende und ebenfalls im GEA-Abonnement enthaltene Sonntagszeitung Sonntag Aktuell wurde Ende März 2016 eingestellt.

## Auflage
Der Reutlinger General-Anzeiger hat wie die meisten deutschen Tageszeitungen in den vergangenen Jahren an Auflage eingebüßt. Die verkaufte Auflage ist in den vergangenen 10 Jahren um durchschnittlich 1,8 % pro Jahr gesunken. Im vergangenen Jahr ist sie dagegen um 9,1 % gestiegen. Sie beträgt gegenwärtig 32.160 Exemplare. Der Anteil der Abonnements an der verkauften Auflage liegt bei 78,4 Prozent.
| 1998  | 1999  | 2000  | 2001  | 2002  | 2003  | 2004  | 2005  | 2006  | 2007  | 2008  | 2009  | 2010  | 2011  | 2012  | 2013  | 2014  | 2015  | 2016  | 2017  | 2018  | 2019  | 2020  | 2021  | 2022  | 2023  | 2024  |
| ----- | ----- | ----- | ----- | ----- | ----- | ----- | ----- | ----- | ----- | ----- | ----- | ----- | ----- | ----- | ----- | ----- | ----- | ----- | ----- | ----- | ----- | ----- | ----- | ----- | ----- | ----- |
| 45906 | 45639 | 45149 | 44856 | 44615 | 43975 | 43190 | 42589 | 42414 | 42234 | 41706 | 41024 | 40571 | 40282 | 40006 | 39394 | 38432 | 37697 | 36534 | 35440 | 34489 | 33499 | 32586 | 32059 | 30730 | 29480 | 32160 |